# Темнодонтозавр
Темнодонтозавр (лат. Temnodontosaurus, от греч. τέμνω — режу, рублю + όδυς (род. п. — οδόντος) — зуб + σαῦρος — ящер) — гигантский ихтиозавр раннеюрской эпохи. Известен также как лептоптеригиус (лат. Leptopterygius). Род выделен Лидеккером в 1889 году. Типовой вид был описан Конибиром ещё в 1822 году на основании первых находок ихтиозавров из Лайм-Реджис как Ichthyosaurus platyodon. Череп типового вида часто изображают в старых книгах по геологии и палеонтологии. Род известен от рэта (позднего триаса) до тоарской эпохи ранней юры. Череп обычно с длинной мордой, зубы многочисленные, мощные. Тело длинное, ласты узкие («лонгипиннатная» форма), с 3—4 пальцами, почти равные по длине; непарные плавники невысокие. Плавал, извиваясь всем телом, то есть сохранял примитивный тип локомоции. Наиболее известны следующие виды:
- Temnodontosaurus platyodon (Conybeare, 1822) — из раннего лейаса Лайм-Реджиса. Происходит из синемюрских отложений. Типовой вид. Морда длинная, зубы очень многочисленные. Глаза огромные — до 25 см в диаметре. Длина животного достигала 9 метров (самый крупный послетриасовый ихтиозавр). Питался преимущественно головоногими (кальмарами и белемнитами). Достаточно часто изображается в популярной литературе.

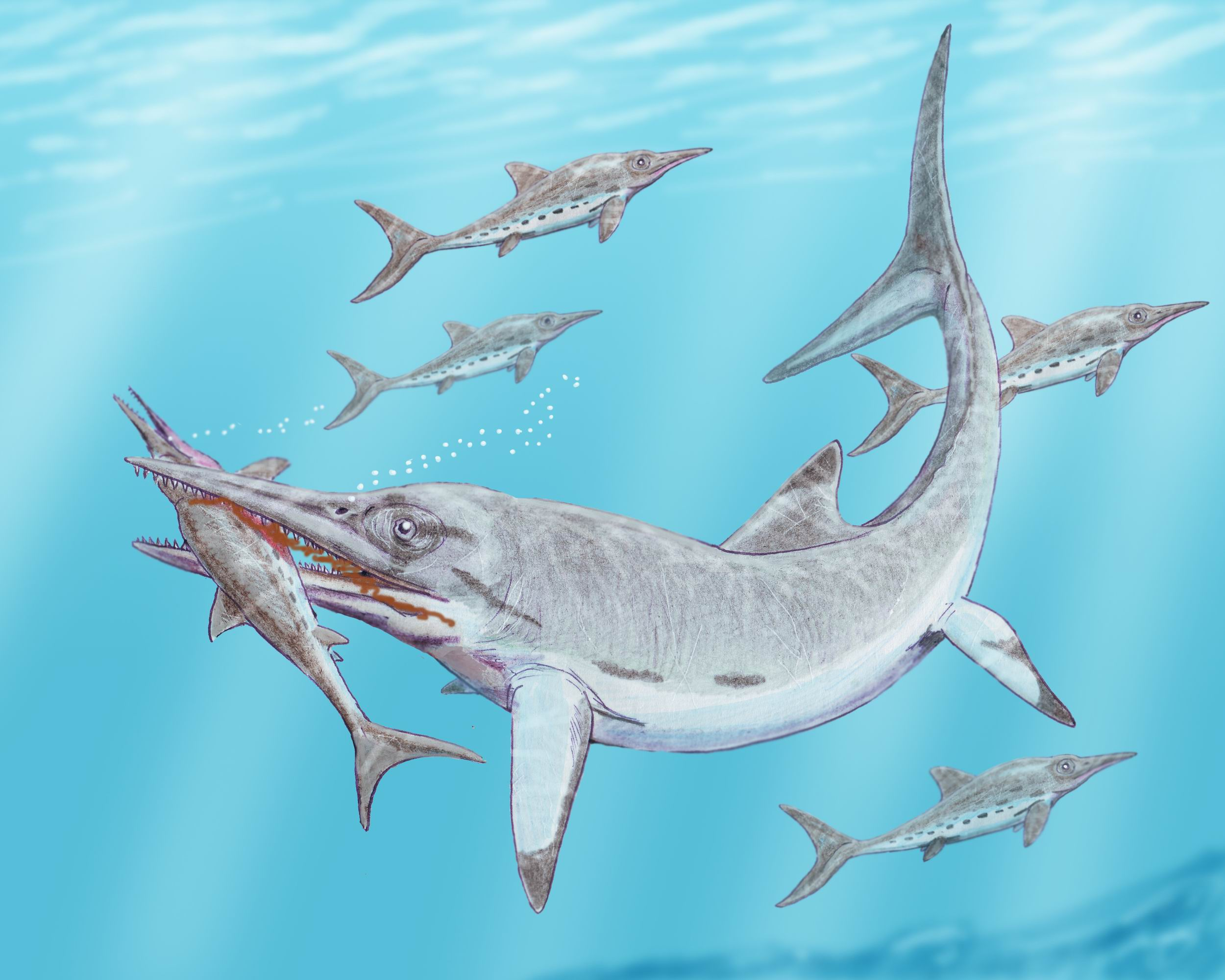
Temnodontosaurus burgundiae атакует Stenopterygius hauffianus

- Temnodontosaurus burgundiae (Gaudry, 1892) — из лейаса Эпсилон (тоарская эпоха) Вюртемберга в Германии. Длина до 7 метров и более. Возможный синоним — Leptopterygius acutirostris, в старой литературе упоминаются черепа данного вида до 2 метров длиной, принадлежавшие ещё более крупным особям. Голова относительно крупная, зубы мощные. Питался, вероятно, в основном рыбой и головоногими, но мог нападать и на более мелких ихтиозавров. Вероятно, потомок предыдущего вида.
- Temnodontosaurus eurycephalus (McGowan, 1974) — известен по единственному черепу из синемюра Лайм-Реджиса. Череп массивный, с короткой мордой, зубы очень крупные, с глубокими корнями. Длина черепа 95 см. Вероятно, активный охотник за крупной добычей, сходный с современной косаткой.
- Temnodontosaurus longirostris (Mantell, 1851; McGowan, 1974) — мелкий вид, длиной около 4 метров. Очень длинная морда, многочисленные зубы. Синонимы — Ichthyosaurus longirostris, Ichthyosaurus latifrons. Описан также из синемюра Лайм-Реджиса. В отличие от других видов, питался мелкой добычей.

Темнодонтозавр интересен как представитель примитивных ихтиозавров, на короткое время в начале юры занявший нишу крупного морского хищника. Вымирание, вероятно, было связано с появлением крупных плиозавров.

## Ссылки

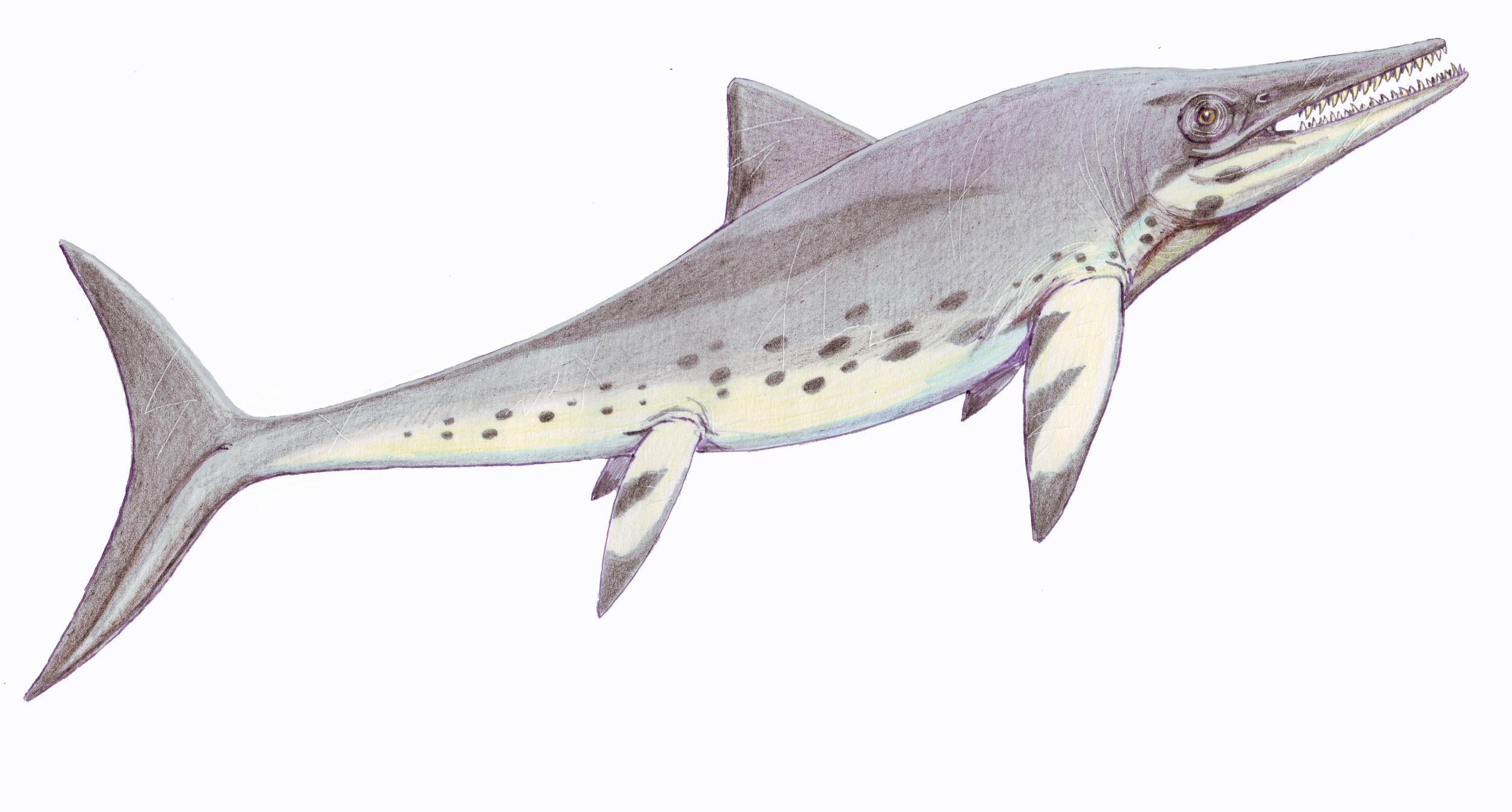
Temnodontosaurus eurycephalus